# Trans7
Trans7 è una rete televisiva indonesiana, proprietà di Trans Corp.